# Ettore Ferrari
Ettore Ferrari (ur. 25 marca 1848 w Rzymie, zm. 19 sierpnia 1929 tamże) – włoski rzeźbiarz, polityk i mason. 

## Życiorys
Urodził się w Rzymie w rodzinie o tradycjach artystycznych (jego ojciec był malarzem). Był jednym z najważniejszych artystów świeckich po zjednoczeniu Włoch. Przez długi czas był profesorem w Akademii Świętego Łukasza, posłem i wielkim mistrzem Wielkiego Wschodu Włoch. W 1887 roku stworzył rzeźbę Owidiusza dla miasta Constanța w Rumunii, jego miejsca śmierci. Później skopiował ją dla Sulmony, miejsca jego urodzenia. Innym ważnym dziełem jest statua z brązu przedstawiająca Giuseppe Garibaldiego. Jego najważniejszym dziełem jest pomnik Giordana Bruno, stojący na Campo de’ Fiori w Rzymie.